# Сесил, Джонатан
Джонатан Хью Гаскойн-Сесил (англ. Jonathan Hugh Gascoyne-Cecil; 22 февраля 1939 — 22 сентября 2011), более известен как Джонатан Сесил — британский театральный, кино- и телевизионный актёр. Больше всего известен комедийными ролями Берти Вустера и капитана Гастингса, озвучкой аудиокниг по произведениям Вудхауса.
Сын лорда Дейвида (Гаскойн-)Сесила и Рейчел Маккарти. Внук 4-го маркиза Солсбери и литературного критика Десмонда Маккарти. Правнук консервативного премьер-министра, 3-го маркиза Солсбери.

## Ранние годы и образование
Вырос в Оксфорде, где его отец был профессором английского языка в Голдсмитс-колледже. Подрастая, он регулярно слушал радиокомедии и к моменту поступления в университет понял, что хочет стать актером. Получил образование в Итоне, где играл небольшие роли в студенческих спектаклях, также и в Новом колледже Оксфорда, где он изучал современные языки, специализируясь на французском языке. В Оксфорде среди его друзей были Дадли Мур и Алан Беннетт. В постановке «Варфоломеевской ярмарки» Бена Джонсона он сыграл сумасшедшего по имени Трубадур и женщину, которая продает свиней. После Оксфорда он два года готовился к актерской карьере в Лондонской академии музыкального и драматического искусства, где его преподавателями (среди прочих) были Майкл Макоуэн и Вивиан Маталон.

## Актёрская карьера
После того как его увидел режиссер телевидения BBC, Сесил получил главную роль студента вместе с Ванессой Редгрейв в эпизоде телесериала «Первая ночь», показанном в 25 января 1964 года, который Сесил позже назвал «крещением огнем, потому что меня видела половина нации». После этого он работал в Salisbury Court Theatre, где играл Дофина в «Святой Жанне», Дизраэли в «Портрете королевы», Тринкуло в «Буре» и «Всём Шекспире».
Его первая роль в Вест-Энде состоялась в мае 1965 года в инсценировке Джулиана Митчелла «Наследие и его история в Фениксе», где он получил хорошие отзывы, а его следующая роль была в постановке Vivian Beaumont Theatre «На полпути к вершине» режиссера сэра Джона Гилгуда.
В кино и на телевидении Сесил почти всегда играл английских персонажей из высшего сословия. Его экранные работы включали роли Каммингса в «Ничьем дневнике» (1964), лейтенанта Фейкехэма в «Барри Линдон» (1975) Кубрика, Берти Вустера в «Спасибо, Вудхаус» (1981), Рикотина в фильме Федерико Феллини «И корабль плывет» (1983) и капитана Гастингса в «Эркюле Пуаро» Питера Устинова, в «Тринадцати за обедом» (1985), «Безумие мертвеца» и «Убийство в трех действиях» (оба 1986). Сесила называли «одним из лучших придурков из высшего сословия своей эпохи». В 2009 году он появился в эпизоде сериала «Чисто английские убийства».

## Прочая деятельность
Сесил также работал на радио, среди его работ «Автостопом по Галактике» и «Брайтономикон». Он также появился в фильме «Следующая программа следует почти сразу», сыграв персонажей с очень плохим иностранным акцентом. Кроме того, он заменил Дерека Ниммо в роли епископского капеллана, преподобного Мервина Нута, во второй серии радиоэпизодов церковного ситкома «Все газы и гетры», который длился двадцать серий. В серии экранизаций П.Г. Вудхауза «What Ho! Jeeves» (1973–81) сыграл повторяющегося персонажа Бинго Литтла.
Он озвучил аудиоверсии многих книг П.Г. Вудхауза, и стал, возможно, самым известным рассказчиком, когда-либо исполнявших эту серию.
Сесил также время от времени писал для журналов The Spectator и The Times Literary Supplement.
Актёр признавал, что «большая часть моего опыта была связана с комедией, именно так меня повела жизнь… если я и сожалею, так это о том, что не сыграл более глубоких ролей».

## Личная жизнь
Сесил был женат дважды. Он познакомился с актрисой Вивьен Хейлброн, когда они оба учились в Лондонской академии музыки и драматического искусства, и пара поженилась в 1963 году. В 1976 году он женился на актрисе Анне Шарки, с которой познакомился во время выступления в Mermaid Theatre в 1972 году. Оба брака были бездетны.
Сесил умер от пневмонии 22 сентября 2011 года в Charing Cross Hospital в Лондоне в возрасте 72 лет. Он страдал эмфиземой.

## Избранная фильмография
- 1971: Страсть к вампиру — Биггс
- 1975: Барри Линдон — лейтенант Джонатан Фейкехнэм
- 1981: Всемирная история, часть первая — франт
- 1983: И корабль плывёт… — Рикотин
- 1985: Тринадцать за обедом — капитан Гастингс
- 1986: Загадка мертвеца — капитан Гастингс
- 1986: Убийство в трёх актах — капитан Гастингс
- 2006: Король вечеринок 2: Восхождение Таджа — ректор Каннингем